# Strumpor

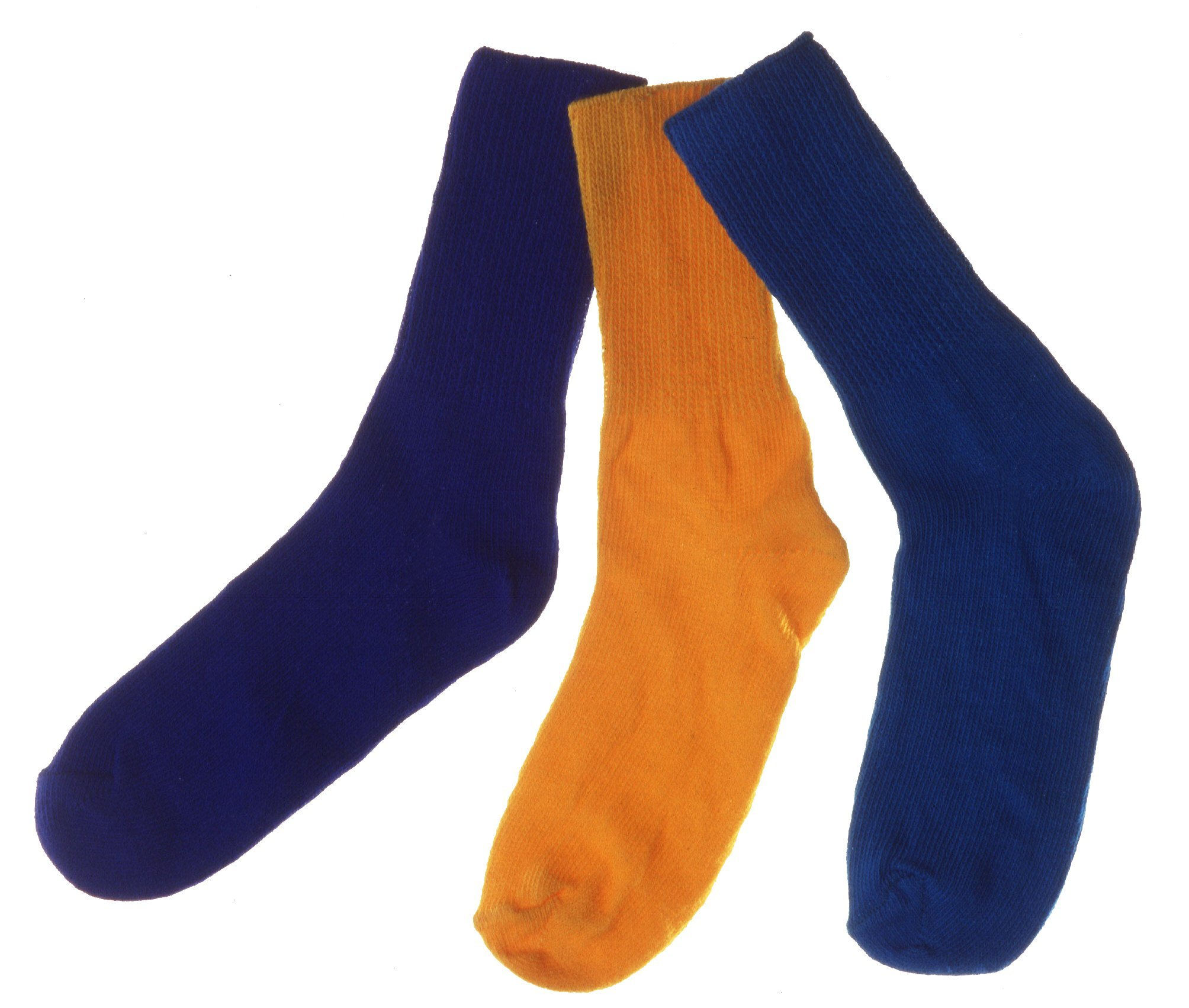
Strumpor i olika färger.

Strumpor är en typ av benkläder som funnits sedan medeltiden. Kallades då hosor. Från början användes linne, silke och ull, ibland även läder, till material. Strumpor används vanligtvis med finare skor eller sportskor. Generellt används vita strumpor till sportskor och svarta eller färgade strumpor till finskor.

## Historik

Gustav II Adolfs strumpor. Stickade i vitt silke och fodrade med vit taft, cirka 1620.

Sin nuvarande utformning fick strumporna i huvudsak på 1700-talet. Dessförinnan hade man strumpor av tyg eller skinn (i Hälsingland användes sådana av allmogen ännu vid mitten av 1800-talet) eller också virade man helt enkelt "fotlappar" om fötterna och "bensvep" om benen, de sistnämnda eventuellt kompletterade med nålbundna sockor på fötterna.
För damer kom hudfärgade strumpor av konstsilke på 1880-talet. Nätstrumpor kom under 1800-talets sista decennium, medan sömlösa inte dök upp förrän 1923. Damstrumpor i nylon lanserades 1939, i stretchig crêpenylon 1956 och av lycra 1959. Med införandet av resår i strumporna, har man kunnat frångå det tidigare bruket med strumpeband för att hålla strumporna uppe.
Sockor brukar man oftast kalla tjockare, kortare eller stickade strumpor. Billiga grovt maskinstickade sockor som inte är formade för vrist och häl, brukar kallas tubsockor. En trend som återkommit är tåstrumpor, en typ av sockor som likt fingervantar förutom själva foten klär tårna var för sig. Om stortån är klädd för sig och de fyra övriga tårna tillsammans, i likhet med tumvantar, passar sockorna för vissa typer av skor, vilket är särskilt vanligt i Japan där de kallas tabi.

## Olika sorters strumpor
- Damstrumpor
- Fotbollsstrumpor
- Golfstrumpor
- Halksockor
- Knästrumpor
- Kompressionsstrumpor (stödstrumpor)
- Nylonstrumpor
- Nätstrumpor
- Silkesstrumpor
- Stay-ups
- Strumpbyxor
- Tabi
- Tåstrumpor
- Tubsockor
- Raggsockor

Ett strumpliknande plagg för resten av kroppen kallas kroppsstrumpa. Overaller för spädbarn och pyjamasoveraller har ibland strumpor hopsydda med byxbenen.

## Bilder

Strumpor, 1655.
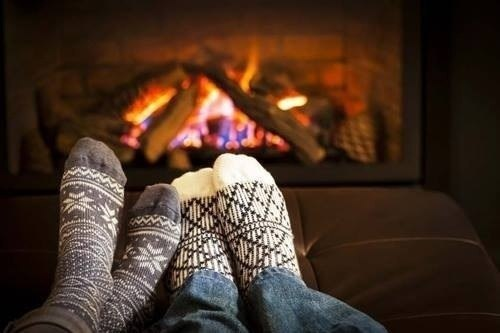
Sockor.
Strumpeband för man.
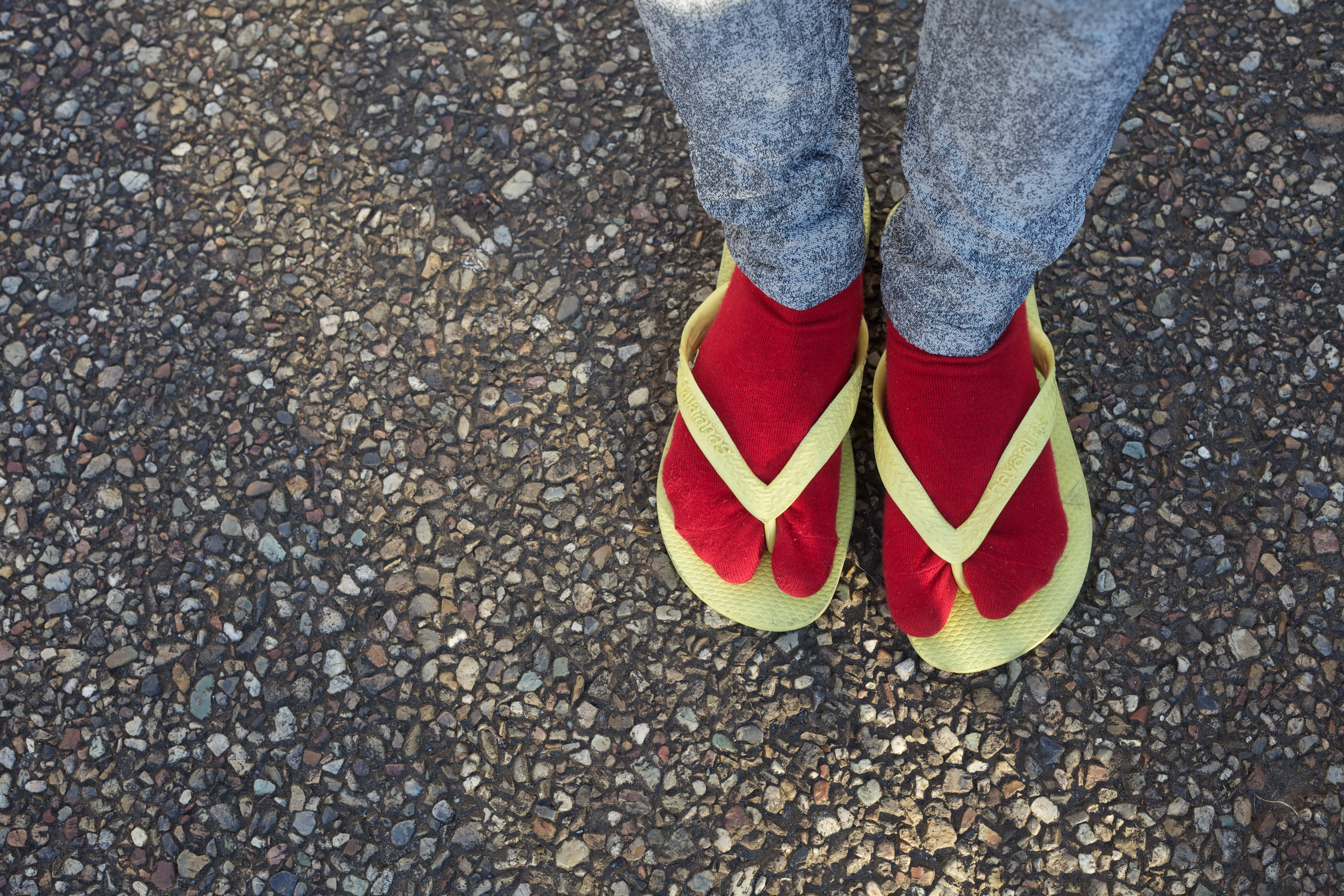
Tåstrumpor.